# Giuntatrice
La giuntatrice è uno strumento utilizzato dal proiezionista per unire in modo provvisorio tramite nastro adesivo (trasparente o colorato, a seconda delle necessità) un fotogramma ad un altro, o le due metà dello stesso.
I fotogrammi possono appartenere a differenti porzioni di una pellicola cinematografica, ma la giunta viene utilizzata anche in caso di rotture e per aggiungere trailer e spot pubblicitari.
Si tratta di una pressa di piccole dimensioni che unisce facendoli combaciare i due lembi di una pellicola cinematografica, e contemporaneamente produce dei piccoli fori che hanno il compito di permettere l'avanzamento della pellicola stessa tramite ruote dentate presenti nel proiettore.
Le diverse parti di pellicola in cui è originariamente suddiviso un film in gergo vengono dette pizze.